# Hokej na ledu na Zimskih olimpijskih igrah 2010 - moške kvalifikacije
Kvalifikacije za hokej na ledu na Zimskih olimpijskih igrah 2010.

## Kvalifikacije

#### Kvalificirane reprezentance
| Turnir                                                                         | Datum                         | Lokacije            | Mesta | Reprezentance                                                    |
| ------------------------------------------------------------------------------ | ----------------------------- | ------------------- | ----- | ---------------------------------------------------------------- |
| Lestvica IIHF leta 2008 (glede na velika tekmovanja v tem olimpijskem ciklusu) | 30. april 2005 - 18. maj 2008 | Quebec City Halifax | 9     | Belorusija Češka Finska Kanada Rusija Slovaška Švedska Švica ZDA |
| Olimpijske kvalifikacije                                                       | 5. - 8. februar 2009          | Hanover             | 1     | Nemčija                                                          |
| Olimpijske kvalifikacije                                                       | 5. - 8. februar 2009          | Riga                | 1     | Latvija                                                          |
| Olimpijske kvalifikacije                                                       | 5. - 8. februar 2009          | Oslo                | 1     | Norveška                                                         |
| Skupaj                                                                         |                               |                     | 12    |                                                                  |

## Kvalifikacijski turnirji

### Prvi krog

#### Skupina A
| Reprezentanca | OT | Z | ZPP | PPP | P | DG | PG | GR  | TOČ |
| ------------- | -- | - | --- | --- | - | -- | -- | --- | --- |
| Španija       | 3  | 2 | 0   | 0   | 1 | 24 | 8  | +16 | 6   |
| Bolgarija     | 3  | 2 | 0   | 0   | 1 | 16 | 8  | +8  | 6   |
| Mehika        | 3  | 2 | 0   | 0   | 1 | 16 | 12 | +4  | 6   |
| Turčija       | 3  | 0 | 0   | 0   | 3 | 3  | 31 | -28 | 0   |

| 9. oktober 2008 | Mehika | 2 - 6 | Bolgarija | Genclik Spor il Mudurlugu Ice Arena, Ankara |

| Poročilo tekme | Poročilo tekme                                             | Poročilo tekme          | Poročilo tekme | Poročilo tekme                   |
| -------------- | ---------------------------------------------------------- | ----------------------- | --- | -------------------------------- |
| Začetek: 15:30 | B. Arroyo (A. Cervantes) (13:09) (PP) O. O Farrill (49:50) | ( 1 - 2, 0 - 3, 1 - 1 ) | S. Muhachov (S. Bachvarov, A. Jotov) (06:08) (PP) S. Muhachov (A. Jotov) (11:58) A. Jotov (R. Morgunov) (26:00) (PP) A. Jotov (S. Bachvarov, R. Morgunov) (31:41) (PP) G. Mladenov (32:09) S. Muhachov (S. Bachvarov) (55:54) (PP) | Gledalci: 50 Sodnik: A. Bourreau |

| 9. oktober 2008 | Španija | 14 - 1 | Turčija | Genclik Spor il Mudurlugu Ice Arena, Ankara |

| Poročilo tekme | Poročilo tekme | Poročilo tekme          | Poročilo tekme                 | Poročilo tekme                    |
| -------------- | --- | ----------------------- | ------------------------------ | --------------------------------- |
| Začetek: 19:00 | A. Roščin (I. Gracia) (02:37) (PP) C. Santanatalia (D. Parra) (17:54) I. Gracia (G. Betran, A. Roščin) (27:20) S. Barnola (I. Gracia) (30:41) A. Pedraz (J. Muñoz, A. Betran) (33:14) (PP) J. Bernet (P. Muñoz) (34:40) I. Gracia (J. Brabo) (37:20) (PP) I. Codina (P. Muñoz) (38:20) A. Roščin (I. Gracia) (46:33) J. Muñoz (A. Pedraz, R. Betran) (48:37) (PP) P. Muñoz (J. Bernet, I. Codina) (55:24) (PP) A. Pedraz (J. Muñoz, A. Betran) (56:50) (PP) I. Codina (A. Armino, J. Bernet) (58:57) (PP) C. Santanatalia (R. Bastien) (59:57) | ( 2 - 1, 6 - 0, 6 - 0 ) | E. Coşkun (G. Hamarat) (00:28) | Gledalci: 465 Sodnik: M. Thompson |

| 10. oktober 2008 | Španija | 4 - 5 | Mehika | Genclik Spor il Mudurlugu Ice Arena, Ankara |

| Poročilo tekme | Poročilo tekme | Poročilo tekme          | Poročilo tekme | Poročilo tekme                   |
| -------------- | --- | ----------------------- | --- | -------------------------------- |
| Začetek: 15:30 | G. Betran (A. Roščin, S. Barnola) (03:45) (PP) A. Hernandez (J. Muñoz, A. Pedraz) (11:51) (PP) P. Muñoz (J. Bernet, E. Paz) (18:16) P. Muñoz (J. Brabo) (34:28) (SH) | ( 3 - 2, 1 - 2, 0 - 1 ) | B. Arroyo (M. Sierra, L. Miller) (06:29) (PP) A. Cervantes (LA. de la Vega, S. Ortega) (15:34) (PP) J. Canseco (M. Zavala, A. Rosette) (27:53) (SH) M. Sierra (S. Ortega, F. Ugarte) (39:08) (PP) B. Arroyo (LA. de la Vega) (51:05) (PP) | Gledalci: 125 Sodnik: Y. Bekkers |

| 10. oktober 2008 | Bolgarija | 8 - 0 | Turčija | Genclik Spor il Mudurlugu Ice Arena, Ankara |

| Poročilo tekme | Poročilo tekme | Poročilo tekme          | Poročilo tekme | Poročilo tekme                    |
| -------------- | --- | ----------------------- | -------------- | --------------------------------- |
| Začetek: 19:00 | S. Muhachov (A. Jotov, V. Vasilev) (03:30) (PP) S. Muhachov (A. Jotov) (19:41) (SH) R. Morgunov (M. Gijrov, A. Jotov) (27:40) (PP) R. Hristov (I. Slavov, Georgi MladenovG. Mladenov) (31:42) (PP) S. Bachvarov (A. Jotov, M. Bojadjiev) (38:20) A. Jotov (51:45) R. Hristov (I. Slavov, Georgi MladenovG. Mladenov) (53:49) S. Bachvarov (A. Jotov, S. Muhachov) (55:46) | ( 2 - 0, 3 - 0, 3 - 0 ) |                | Gledalci: 350 Sodnik: A. Bourreau |

| 11. oktober 2008 | Bolgarija | 2 - 6 | Španija | Genclik Spor il Mudurlugu Ice Arena, Ankara |

| Poročilo tekme | Poročilo tekme                                                   | Poročilo tekme          | Poročilo tekme | Poročilo tekme                    |
| -------------- | ---------------------------------------------------------------- | ----------------------- | --- | --------------------------------- |
| Začetek: 14:30 | A. Jotov (V. Vasilev, R. Morgunov) (30:53) (PP) A. Jotov (47:27) | ( 0 - 1, 1 - 4, 1 - 1 ) | I. Codina (P. Muñoz) (04:30) A. Betran (J. Brabo) (24:43) J. Brabo (A. Pedraz) (25:11) J. Muñoz (A. Pedraz) (27:41) J. Muñoz (A. Betran, A. Pedraz) (29:09) (PP) G. Betran (A. Roščin, S. Barnola) (44:45) (SH) | Gledalci: 146 Sodnik: M. Thompson |

| 11. oktober 2008 | Turčija | 2 - 9 | Mehika | Genclik Spor il Mudurlugu Ice Arena, Ankara |

| Poročilo tekme | Poročilo tekme                                                    | Poročilo tekme          | Poročilo tekme | Poročilo tekme                   |
| -------------- | ----------------------------------------------------------------- | ----------------------- | --- | -------------------------------- |
| Začetek: 18:00 | C. Akyıldız (34:48) D. İnce (Y. Karakoç, G. Hamarat) (41:18) (PP) | ( 0 - 3, 1 - 2, 1 - 4 ) | E. Glennie (A. Cervantes) (06:06) M. Sierra (A. Cervantes, B. Arroyo) (15:56) (PP) A. Cervantes (B. Arroyo) (17:08) (PP) B. Arroyo (S. Ortega) (23:07) (PP) B. Arroyo (A. Cervantes, M. Sierra) (28:39) (PP) M. Zavala (B. Arroyo) (44:18) JP. Roberts (E. Glennie, LA. de la Vega) (49:00) (PP) A. Barberena (M. Sierra) (50:22) (PP) E. Glennie (A. Cervantes, JP. Roberts) (57:03) | Gledalci: 256 Sodnik: Y. Bekkers |

### Drugi krog

#### Skupina B
| Reprezentanca | OT | Z | ZPP | PPP | P | DG | PG | GR  | TOČ |
| ------------- | -- | - | --- | --- | - | -- | -- | --- | --- |
| Kazahstan     | 3  | 3 | 0   | 0   | 0 | 31 | 2  | +29 | 9   |
| Estonija      | 3  | 2 | 0   | 0   | 1 | 14 | 12 | +2  | 6   |
| Nizozemska    | 3  | 1 | 0   | 0   | 2 | 10 | 14 | -4  | 3   |
| Španija       | 3  | 0 | 0   | 0   | 3 | 2  | 29 | -27 | 0   |

| 6. november 2008 | Kazahstan | 17 - 0 | Španija | Kreenholm Ice Hall, Narva |

| Poročilo tekme | Poročilo tekme | Poročilo tekme          | Poročilo tekme | Poročilo tekme                 |
| -------------- | --- | ----------------------- | -------------- | ------------------------------ |
| Začetek: 16:00 | R. Starčenko (A. Gavrilin, T. Žailauov) (01:03) A. Šin (J. Kostrikov, D. Jessirenkov) (01:56) V. Krasnoslabocev (J. Rimarev) (02:08) A. Gavrilin (A. Vjatkin, J. Fadejev) (04:16) V.Smoljaninov (S. Aleksandrov, A. Spiridonov) (09:21) A. Vjatkin (12:57) (PP) A. Lakiza (J. Rimarev, D. Jessirenkov (15:36) (PP) S. Aleksandrov (V.Smoljaninov) (27:37) (SH) R. Savčenko (A. Šin) (28:32) T. Žailauov (30:01) (PP) A. Spiridonov (S. Aleksandrov, V.Smoljaninov) (36:11) A. Šin (J. Kostrikov, D. Jessirenkov) (36:49) T. Žailauov (A. Gavrilin) (39:00) J. Kostrikov (A. Šin, D. Jessirenkov) (48:58) A. Gavrilin (R. Starčenko) (51:36) (PP) J. Kostrikov (A. Šin, D. Jessirenkov) (53:33) D. Jessirenkov (J. Kostrikov, A. Šin) (59:02) | ( 7 - 0, 6 - 0, 4 - 0 ) |                | Gledalci: 432 Sodnik: R. Garda |

| 6. november 2008 | Nizozemska | 4 - 6 | Estonija | Kreenholm Ice Hall, Narva |

| Poročilo tekme | Poročilo tekme | Poročilo tekme          | Poročilo tekme | Poročilo tekme                    |
| -------------- | --- | ----------------------- | --- | --------------------------------- |
| Začetek: 20:00 | B. Smulders (J. Schaafsma) (04:20) M. Kars (I. van den Heuvel) (09:52) A. van Bentem (B. Willemse) (35:23) (PP) J. Schaafsma (B. Smulders, C. Euverman) (42:52) (PP) | ( 2 - 1, 1 - 1, 1 - 4 ) | M. Ivanov (D. Suur) (18:55) (PP) J. Sorokin (D. Suur, A. Sibircev) (30:27) V. Suvaoja (K. Kaljuste) (43:25) V. Titarenko (M. Semjonov) (45:44) (PP) A. Kuznecov (A. Jastrebov) (54:11) A. Sibircev (D. Suur) (59:29) (SH) | Gledalci: 560 Sodnik: A. Biriukov |

| 7. november 2008 | Nizozemska | 4 - 1 | Španija | Kreenholm Ice Hall, Narva |

| Poročilo tekme | Poročilo tekme | Poročilo tekme          | Poročilo tekme                   | Poročilo tekme                 |
| -------------- | --- | ----------------------- | -------------------------------- | ------------------------------ |
| Začetek: 16:00 | E. Tummers (J. van Oorschot) (20:24) (PP2) M. Kars (A. van Bentem, I. ven den Heuvel) (24:58) M. Postma (J. van Oorschot, J. Schaafsma) (45:07) M. Postma (E. Tummers) (54:49) (SH) | ( 0 - 1, 2 - 0, 2 - 0 ) | P. Munoz (J. Brabo) (19:05) (PP) | Gledalci: 155 Sodnik: P. Solem |

| 7. november 2008 | Estonija | 0 - 7 | Kazahstan | Kreenholm Ice Hall, Narva |

| Poročilo tekme | Poročilo tekme | Poročilo tekme          | Poročilo tekme | Poročilo tekme                   |
| -------------- | -------------- | ----------------------- | --- | -------------------------------- |
| Začetek: 20:00 |                | ( 0 - 4, 0 - 2, 0 - 1 ) | R. Starčenko (J. Fadejev, A. Vjatkin) (06:21) (PP) J. Fadejev (A. Vjatkin, R. Starčenko) (08:56) (PP) A. Spiridonov (09:56) A. Spiridonov (V. Smoljaninov) (12:58) (SH) S. Aleksandrov (A. Spiridonov, A. Argokov) (23:22) A. Litvinenko (I. Solarev) (29:21) (PP) T. Žailauov (R. Starčenko, A. Vjatkin) (42:02) | Gledalci: 1.200 Sodnik: R. Garda |

| 9. november 2008 | Kazahstan | 7 - 2 | Nizozemska | Kreenholm Ice Hall, Narva |

| Poročilo tekme | Poročilo tekme | Poročilo tekme          | Poročilo tekme                                                    | Poročilo tekme                    |
| -------------- | --- | ----------------------- | ----------------------------------------------------------------- | --------------------------------- |
| Začetek: 16:00 | V. Krasnoslabocev (I. Solarev, J. Rimarev) (03:36) (PP) T. Žailauov (A. Litvinenko) (12:55) (SH) J. Rimarev (A. Litvinenko, I. Solarev) (22:28) A. Gavrilin (A. Litvinenko, A. Argokov) (37:27) (PP) A. Spiridonov (S. Aleksandrov) (38:52) I. Solarev (A. Litvinenko, A. Lakiza) (42:01) I. Solarev (V. Smoljaninov, V. Krasnoslabocev) (52:56) | ( 2 - 1, 3 - 1, 2 - 0 ) | JJ. Natte (B. Teunissen) (05:21) J. Schaafsma (M. Postma) (27:44) | Gledalci: 206 Sodnik: A. Biriukov |

| 9. november 2008 | Španija | 1 - 8 | Estonija | Kreenholm Ice Hall, Narva |

| Poročilo tekme | Poročilo tekme               | Poročilo tekme          | Poročilo tekme | Poročilo tekme                 |
| -------------- | ---------------------------- | ----------------------- | --- | ------------------------------ |
| Začetek: 20:00 | A. Pedraz (P. Munoz) (25:01) | ( 0 - 2, 1 - 3, 0 - 3 ) | J. Sorokin (M. Ivanov, A. Sibircev) (08:43) A. Ossipov (M. Ivanov, A. Sibircev) (12:33) (PP) O. Sildre (P. Sildre) (21:56) V. Titarenko (A. Kuznecov) (23:18) A. Jastrebov (V. Titarenko, A. Kuznecov) (37:27) O. Sildre (V. Suvaoja) (41:02) P. Sildre (O. Sildre) (46:00) A. Sibircev (M. Ivanov) (56:39) (PP) | Gledalci: 635 Sodnik: P. Solem |

#### Skupina C
| Reprezentanca | OT | Z | ZPP | PPP | P | DG | PG | GR  | TOČ |
| ------------- | -- | - | --- | --- | - | -- | -- | --- | --- |
| Madžarska     | 3  | 3 | 0   | 0   | 0 | 20 | 4  | +16 | 9   |
| Litva         | 3  | 2 | 0   | 0   | 1 | 13 | 9  | +4  | 6   |
| Hrvaška       | 3  | 1 | 0   | 0   | 2 | 8  | 11 | -3  | 3   |
| Srbija        | 3  | 0 | 0   | 0   | 3 | 4  | 21 | -13 | 0   |

| 7. november 2008 | Litva | 4 - 2 | Hrvaška | Budapest Arena, Budimpešta |

| Poročilo tekme | Poročilo tekme | Poročilo tekme          | Poročilo tekme                                                                          | Poročilo tekme                    |
| -------------- | --- | ----------------------- | --------------------------------------------------------------------------------------- | --------------------------------- |
| Začetek: 14:30 | K. Nekrasevicius (R. Aliukonis) (28:21) D. Vaiciukevicius (P. Nauseda, M. Kieras) (30:23) (PP) M. Slikas (D. Vaiciukevicius, Š. Kuliešius) (37:01) R. Aliukonis (D. Vaiciukevicius, M. Slikas) (40:27) | ( 0 - 2, 3 - 0, 1 - 0 ) | O. Ciganović (V. Žibret) (07:33) (PP) V. Žibret (L. Novosel, M. Lovrenčić) (19:59) (PP) | Gledalci: 400 Sodnik: B. Andersen |

| 7. november 2008 | Madžarska | 9 - 1 | Srbija | Budapest Arena, Budimpešta |

| Poročilo tekme | Poročilo tekme | Poročilo tekme          | Poročilo tekme                    | Poročilo tekme                        |
| -------------- | --- | ----------------------- | --------------------------------- | ------------------------------------- |
| Začetek: 18:00 | B. Svasznek (B. Ladanyi) (02:37) (PP) R. Ondrejcik (G. Majoross, I. Sofron) (12:19) B. Ladanyi (J. Vas, B. Svasznek) (13:58) K. Palkovics (G. Ocskay) (16:38) R. Ondrejcik (23:04) G. Ocskay (K. Palkovics) (43:08) A. Vaszjunyin (I. Sofron, B. Kangyal) (47:28) J. Vas (V. Tokaji, B. Ladanyi) (47:53) A. Horvath (G. Ocskay, V. Tokaji) (54:18) (PP) | ( 4 - 0, 1 - 1, 4 - 0 ) | D. Pajić (B. Gabrić) (30:19) (PP) | Gledalci: 6.500 Sodnik: I. Chernyshov |

| 8. november 2008 | Litva | 7 - 2 | Srbija | Budapest Arena, Budimpešta |

| Poročilo tekme | Poročilo tekme | Poročilo tekme          | Poročilo tekme                                         | Poročilo tekme                       |
| -------------- | --- | ----------------------- | ------------------------------------------------------ | ------------------------------------ |
| Začetek: 14:00 | S. Ivanuskin (Š. Kuliešius, D. Bernatavicius) (26:49) (PP) Š. Kuliešius (D. Vaiciukevicius, K. Nekrasevicius) (29:29) (PP) D. Bernatavicius (36:18) Š. Kuliešius (D. Vaiciukevicius) (36:36) K. Slikas (S. Ivanuskin, J. Vezelis) (49:57) D. Kulevicius (D. Bernatavicius) (50:55) A. Kaminskas (D. Kulevicius, D. Bernatavicius) (58:27) (PP) | ( 0 - 1, 4 - 1, 3 - 0 ) | D. Nadaški (P. Milosavljević) (17:03) D. Pajić (30:23) | Gledalci: 1.500 Sodnik: R. Aumueller |

| 8. november 2008 | Hrvaška | 1 - 6 | Madžarska | Budapest Arena, Budimpešta |

| Poročilo tekme | Poročilo tekme                   | Poročilo tekme          | Poročilo tekme | Poročilo tekme                      |
| -------------- | -------------------------------- | ----------------------- | --- | ----------------------------------- |
| Začetek: 17:30 | O. Ciganović (V. Žibret) (45:22) | ( 0 - 2, 0 - 3, 1 - 1 ) | A. Horvath (G. Ocskay, D. Fekete) (06:06) (PP) G. Ocskay (K. Palkovics) (08:40) J. Vas (B. Ladanyi, O. Ennaffati) (25:54) (PP) I. Peterdi (V. Tokaji) (28:59) R. Ondrejcik (G. Majoross) (39:34) D. Fekete (G. Ocskay) (59:04) | Gledalci: 7.898 Sodnik: B. Andersen |

| 9. november 2008 | Srbija | 1 - 5 | Hrvaška | Budapest Arena, Budimpešta |

| Poročilo tekme | Poročilo tekme           | Poročilo tekme          | Poročilo tekme | Poročilo tekme                        |
| -------------- | ------------------------ | ----------------------- | --- | ------------------------------------- |
| Začetek: 14:00 | M. Sretović (34:26) (PP) | ( 0 - 1, 1 - 3, 0 - 1 ) | T. Grozaj (M. Smerdelj) (11:01) O. Ciganović (M. Lovrenčić, M. Brumerčik) (20:32) O. Ciganović (V. Žibret) (35:42) M. Lovrenčić (V. Žibret) (38:06) (PP) D. Kanaet (M. Smerdelj) (56:22) (PP) | Gledalci: 1.683 Sodnik: I. Chernyshov |

| 9. november 2008 | Madžarska | 5 - 2 | Litva | Budapest Arena, Budimpešta |

| Poročilo tekme | Poročilo tekme | Poročilo tekme          | Poročilo tekme                                                                | Poročilo tekme                       |
| -------------- | --- | ----------------------- | ----------------------------------------------------------------------------- | ------------------------------------ |
| Začetek: 17:30 | J. Vas (V. Tokaji, B. Ladanyi) (06:42) (PP) R. Holeczy (I. Peterdi, C. Kovacs) (08:43) (PP) B. Ladanyi (M. Vas, A. Horvath) (13:57) (PP) J. Vas (M. Vas, B. Ladanyi) (48:51) K. Palkovics (G. Ocskay, T. Sille) (51:14) (SH) | ( 3 - 1, 0 - 0, 2 - 1 ) | Š. Kuliešius (K. Nekrasevicius) (13:14) A. Kaminskas (M. Kieras) (47:23) (PP) | Gledalci: 8.520 Sodnik: R. Aumueller |

#### Skupina D
| Reprezentanca       | OT | Z | ZPP | PPP | P | DG | PG | GR  | TOČ |
| ------------------- | -- | - | --- | --- | - | -- | -- | --- | --- |
| Japonska            | 3  | 3 | 0   | 0   | 0 | 12 | 2  | +10 | 9   |
| Poljska             | 3  | 1 | 1   | 0   | 1 | 13 | 6  | +7  | 5   |
| Združeno kraljestvo | 3  | 1 | 0   | 1   | 1 | 14 | 6  | +8  | 4   |
| Romunija            | 3  | 0 | 0   | 0   | 3 | 2  | 27 | -25 | 0   |

| 6. november 2008 | Japonska | 7 - 0 | Romunija | Sanok Arena, Sanok |

| Poročilo tekme | Poročilo tekme | Poročilo tekme          | Poročilo tekme | Poročilo tekme                  |
| -------------- | --- | ----------------------- | -------------- | ------------------------------- |
| Začetek: 15:30 | Tanaka G. (07:32) (PS) Jamashita T. (A. Keller) (08:54) (PP) Domeki M. (Kavai R., Saito Ta.) (19:08) Iimura J. (Kavai R., Obara D.) (22:35) (PP) Ogawa M. (Kamino T., Kon J.) (36:15) Iimura J. (Suzuki T., D. Mitani) (38:45) Jamašita T. (A. Keller, Saito Te.) (42:06) (PP) | ( 3 - 0, 3 - 0, 1 - 0 ) |                | Gledalci: 600 Sodnik: W. Schimm |

| 6. november 2008 | Poljska | 3 - 2 (SO) | Združeno kraljestvo | Sanok Arena, Sanok |

| Poročilo tekme | Poročilo tekme                                                                                 | Poročilo tekme                        | Poročilo tekme                                                      | Poročilo tekme                     |
| -------------- | ---------------------------------------------------------------------------------------------- | ------------------------------------- | ------------------------------------------------------------------- | ---------------------------------- |
| Začetek: 19:30 | M. Urbanowicz (A. Baginski) (08:44) K. Zapala (P. Dronia) (30:53) (PP) D. Slabon (65:00) (GWG) | ( 1 - 1, 1 - 0, 0 - 1, 0 - 0, 1 - 0 ) | D. Clarke (G. Chambers) (06:02) (PP) D. Meyers (C. Shields) (56:21) | Gledalci: 2.500 Sodnik: R. Husicka |

| 7. november 2008 | Japonska | 2 - 1 | Združeno kraljestvo | Sanok Arena, Sanok |

| Poročilo tekme | Poročilo tekme                                               | Poročilo tekme          | Poročilo tekme                  | Poročilo tekme                      |
| -------------- | ------------------------------------------------------------ | ----------------------- | ------------------------------- | ----------------------------------- |
| Začetek: 15:45 | Tanaka G. (Kavai R., Iimura J. (17:50) Obara D. (27:48) (SH) | ( 1 - 1, 1 - 0, 0 - 0 ) | J. Weaver (G. Chambers) (18:33) | Gledalci: 300 Sodnik: T. Sorakangas |

| 7. november 2008 | Romunija | 1 - 9 | Poljska | Sanok Arena, Sanok |

| Poročilo tekme | Poročilo tekme                             | Poročilo tekme          | Poročilo tekme | Poročilo tekme                    |
| -------------- | ------------------------------------------ | ----------------------- | --- | --------------------------------- |
| Začetek: 19:15 | E. Modovan (I. Nagy, E. Kosa) (15:02) (PP) | ( 1 - 3, 0 - 3, 0 - 3 ) | K. Zapala (T. Proszkiewicz, M. Lopuski) (00:19) M. Lopuski (T. Proszkiewicz, S. Gonera) (03:29) M. Kolusz (M. Urbanowicz, P. Dronia) (18:02) G. Piekarski (L. Laszkiewicz, M. Jaros) (31:10) A. Borzecki (M. Lopuski, G. Piekarski) (37:05) (PP) T. Proszkiewicz (D. Slabon) (37:55) D. Slabon (40:52) K. Zapala (S. Gonera) (47:42) (PP) P. Dronia (S. Kowalowka) (51:20) | Gledalci: 2.400 Sodnik: W. Schimm |

| 9. november 2008 | Združeno kraljestvo | 11 - 1 | Romunija | Sanok Arena, Sanok |

| Poročilo tekme | Poročilo tekme | Poročilo tekme          | Poročilo tekme               | Poročilo tekme                      |
| -------------- | --- | ----------------------- | ---------------------------- | ----------------------------------- |
| Začetek: 14:30 | J. Weaver (M. Myers, J. Phillips) (04:55) C. Shields (J. Weaver, G. Chambers) (05:45) R. Cowley (P. Sample, M. Richardson) (07:23) D. Clarke (G. Chambers) (17:12) (PP) A. Tait (G. Chambers, S. Lyle) (22:43) G. Owen (36:15) (SH) D. Phillips (G. Chambers, J. Phillips) (37:43) J. Phillips (M. Myers) (46:01) D. Clarke (A. Tait, G. Walton) (48:03) M. Richardson (D. Clarke, A. Tait) (52:30) (PP) L. Jamieson (P. Sample, R. Cowley) (58:09) (PP) | ( 4 - 0, 3 - 1, 4 - 0 ) | Z. Antal (Z. Molnar) (25:22) | Gledalci: 800 Sodnik: T. Sorakangas |

| 9. november 2008 | Poljska | 1 - 3 | Japonska | Sanok Arena, Sanok |

| Poročilo tekme | Poročilo tekme                   | Poročilo tekme          | Poročilo tekme                                                                                               | Poročilo tekme                     |
| -------------- | -------------------------------- | ----------------------- | --- | ---------------------------------- |
| Začetek: 18:15 | K. Zapala (J. Rzeszutko) (28:57) | ( 0 - 3, 1 - 0, 0 - 0 ) | Iumura J. (Kavai R.) (09:07) (PP) Domeki M. (A. Keller) (09:31) Obara D. (Suzuki T., A. Keller) (12:44) (PP) | Gledalci: 4.000 Sodnik: R. Husicka |

### Tretji krog

#### Skupina E
| Reprezentanca | OT | Z | ZPP | PPP | P | DG | PG | GR | TOČ |
| ------------- | -- | - | --- | --- | - | -- | -- | -- | --- |
| Nemčija       | 3  | 3 | 0   | 0   | 0 | 11 | 3  | +8 | 9   |
| Avstrija      | 3  | 1 | 1   | 0   | 1 | 10 | 7  | +3 | 5   |
| Japonska      | 3  | 0 | 1   | 0   | 2 | 8  | 16 | -8 | 2   |
| Slovenija     | 3  | 0 | 0   | 2   | 1 | 8  | 10 | -2 | 2   |

| 5. februar 2009 | Slovenija | 3 - 4 (OT) | Avstrija | TUI Arena, Hanover |

| Poročilo tekme | Poročilo tekme                                                                                        | Poročilo tekme                | Poročilo tekme | Poročilo tekme                                            |
| -------------- | --- | ----------------------------- | --- | --------------------------------------------------------- |
| Začetek: 16:00 | A. Hebar (E. Terglav) (21:48) M. Rodman (T. Razingar) (30:30) M. Rodman (A. Hebar, D. Rodman) (39:44) | ( 0 - 0, 3 - 2, 0 - 1, 0 - 1) | MR. Grabner (A. Lakos) (24:52) (PP) MR. Grabner (G. Unterluggauer) (35:39) (PP) T. Koch (D. Kalt) (55:01) A. Lakos (O. Setzinger) (63:40) | Gledalci: 1.016 Sodnika: S. Partanen Sodnika: U. Ronnmark |

| 5. februar 2009 | Nemčija | 7 - 1 | Japonska | TUI Arena, Hanover |

| Poročilo tekme | Poročilo tekme | Poročilo tekme         | Poročilo tekme                             | Poročilo tekme                                         |
| -------------- | --- | ---------------------- | ------------------------------------------ | ------------------------------------------------------ |
| Začetek: 19:30 | Y. Seidenberg (03:57) (SH) M. Wolf (P. Gogulla, M. Hackeart (06:07) P. Gogulla (M. Hackert, M. Wolf) (15:00) (PP) M. Klingue (S. Felski, A. Barta) (31:28) R. Muller (T. Mulock, Andre Rankel) (31:57) J. Tripp (C. Ullmann) (32:55) J. Tripp (A. Reiss, M. Muller) (53:22) (PP) | ( 3 - 1, 3 - 0, 1 - 0) | M. Domeki (A. Keller, Y. Kon) (19:01) (PP) | Gledalci: 4.318 Sodnika: C. Savage Sodnika: V. Sindler |

| 7. februar 2009 | Slovenija | 4 - 5 (SO) | Japonska | TUI Arena, Hanover |

| Poročilo tekme | Poročilo tekme | Poročilo tekme                       | Poročilo tekme | Poročilo tekme                                           |
| -------------- | --- | ------------------------------------ | --- | -------------------------------------------------------- |
| Začetek: 12:00 | T. Razingar (E. Terglav) (00:59) I. Jan (T. Razingar) (11:37) A. Mušič (A. Terlikar, A. Tavželj) (28:45) A. Kranjc (A. Hebar) (30:34) (PP) | ( 2 - 1, 2 - 1, 0 - 2, 0 - 0, 0 - 1) | M. Domeki (J. Kon) (16:45) R. Kavai (H. Osava) (27:02) (PP) B. Išioka (47:00) G. Tanaka (T. Suzuki, D. Obara) (56:12) (PP) | Gledalci: 2.380 Sodnika: S. Partanen Sodnika: V. Sindler |

| 7. februar 2009 | Avstrija | 1 - 2 | Nemčija | TUI Arena, Hanover |

| Poročilo tekme | Poročilo tekme  | Poročilo tekme         | Poročilo tekme                                           | Poročilo tekme                                          |
| -------------- | --------------- | ---------------------- | -------------------------------------------------------- | ------------------------------------------------------- |
| Začetek: 15:30 | D. Kalt (30:49) | ( 0 - 0, 1 - 2, 0 - 0) | Y. Seidenberg (22:04) J. Tripp (C. Schmidt) (33:03) (PP) | Gledalci: 5.034 Sodnika: C. Savage Sodnika: U. Ronnmark |

| 8. februar 2009 | Japonska | 2 - 5 | Avstrija | TUI Arena, Hanover |

| Poročilo tekme | Poročilo tekme                                                  | Poročilo tekme         | Poročilo tekme | Poročilo tekme                                          |
| -------------- | --------------------------------------------------------------- | ---------------------- | --- | ------------------------------------------------------- |
| Začetek: 13:30 | D. Mitani (A. Keller) (34:45) (PP) D. Obara (B. Išioka) (42:59) | ( 0 - 1, 1 - 3, 1 - 1) | MR. Grabner (R. Lukas, M. Raffl) (13:05) MR. Grabner (P. Lakos) (26:39) D. Welser (O. Setzinger) (31:30) (PP) MR. Grabner (31:55) P. Lakos (O. Setzinger) (48:25) | Gledalci: 1.423 Sodnika: C. Savage Sodnika: U. Ronnmark |

| 8. februar 2009 | Nemčija | 2 - 1 | Slovenija | TUI Arena, Hanover |

| Poročilo tekme | Poročilo tekme                                                        | Poročilo tekme         | Poročilo tekme              | Poročilo tekme                                           |
| -------------- | --------------------------------------------------------------------- | ---------------------- | --------------------------- | -------------------------------------------------------- |
| Začetek: 17:00 | M. Hackert (M. Bakos) (12:22) J. Mulock (A. Barta, M. Klinge) (21:12) | ( 1 - 0, 1 - 0, 0 - 1) | A. Mušič (M. Šivic) (48:07) | Gledalci: 3.758 Sodnika: S. Partanen Sodnika: V. Sindler |

#### Skupina F
| Reprezentanca | OT | Z | ZPP | PPP | P | DG | PG | GR | TOČ |
| ------------- | -- | - | --- | --- | - | -- | -- | -- | --- |
| Latvija       | 3  | 3 | 0   | 0   | 0 | 15 | 6  | +9 | 9   |
| Ukrajina      | 3  | 1 | 1   | 0   | 1 | 9  | 9  | 0  | 5   |
| Italija       | 3  | 1 | 0   | 0   | 2 | 7  | 8  | -1 | 3   |
| Madžarska     | 3  | 0 | 0   | 1   | 2 | 7  | 15 | -8 | 1   |

| 5. februar 2009 | Italija | 2 - 3 | Ukrajina | Arena Riga, Riga |

| Poročilo tekme | Poročilo tekme                                                                          | Poročilo tekme         | Poročilo tekme | Poročilo tekme                                        |
| -------------- | --------------------------------------------------------------------------------------- | ---------------------- | --- | ----------------------------------------------------- |
| Začetek: 16:00 | G. Scandela (N. Fontanive, L. Ansoldi) (55:11) R. Ramoser (M. Souza, J. Pittis) (55:37) | ( 0 - 1, 0 - 0, 2 - 2) | S. Varlamov (K. Kaziančuk, Y. Navarenko) (14:38) (PP) S. Varlamov (O. Timčenko, K. Kaziančuk) (52:52) O. Materukhin (O. Pobiedonoscev) (54:28) | Gledalci: 1.100 Sodnika: V. Baluska Sodnika: M. Minar |

| 5. februar 2009 | Latvija | 7 - 3 | Madžarska | Arena Riga, Riga |

| Poročilo tekme | Poročilo tekme | Poročilo tekme         | Poročilo tekme | Poročilo tekme                                           |
| -------------- | --- | ---------------------- | --- | -------------------------------------------------------- |
| Začetek: 20:00 | J. Sprukts (K. Redlihs, M. Karsums) (12:33) (PP) A. Rekis (J. Sprukts, G. Ankipans) (25:16) (PP) L. Darzins (26:03) M. Karsums (J. Sprukts, A. Rekis) (30:37) H. Vasiljevs (L. Darzins, O. Sorokins) (48:05) L. Darzins (K. Redlihs, H. Vasiljevs) (57:57) M. Karsums (G. Ankipans, K. Redlihs) (59:29) (PP) | ( 1 - 1, 3 - 2, 3 - 0) | B. Ladanyi (M. Vas, J. vas) (07:06) M. Vas (B. Ladanyi, T. Sille) (29:05) (PP) B. Svasznek (T. Sille, B. Ladanyi) (37:59) (PP) | Gledalci: 4.900 Sodnika: O. Hansen Sodnika: M. Vinneborg |

| 6. februar 2009 | Italija | 4 - 1 | Madžarska | Arena Riga, Riga |

| Poročilo tekme | Poročilo tekme | Poročilo tekme          | Poročilo tekme                                  | Poročilo tekme                                      |
| -------------- | --- | ----------------------- | ----------------------------------------------- | --------------------------------------------------- |
| Začetek: 15:00 | L. Ansoldi (N. Fontanive, G. Scandella) (13:42) A. Aquino (P. Iannone, M. Chitarroni) (14:17) J. Pittis (G. Scandella, M. Strazzabosco) (27:29) (PP) M. Chittaroni (S. Gallace) (45:44) (SH) | ( 2 - 0, 1 - 0, 1 - 1 ) | B. Svasznek (B. Ladanyi, T. Sille) (58:49) (PP) | Gledalci: 900 Sodnika: V. Baluska Sodnika: M. Minar |

| 6. februar 2009 | Ukrajina | 2 - 4 | Latvija | Arena Riga, Riga |

| Poročilo tekme | Poročilo tekme                                                                       | Poročilo tekme          | Poročilo tekme | Poročilo tekme                                           |
| -------------- | ------------------------------------------------------------------------------------ | ----------------------- | --- | -------------------------------------------------------- |
| Začetek: 19:00 | A. Sriubko (D. Cirul) (18:57) (PP) S. Klimentiev (A. Gnidenko, Y. Navarenko) (58:48) | ( 1 - 0, 0 - 2, 1 - 2 ) | M. Karsums (M. Redlihs, O. Sorokins) (24:40) (PP) M. Redlihs (33:38) A. Nizivijs (A. Cipruss) (47:31) J. Sprukts (M. Karsums, A. Rekis) (59:45) (ENG) | Gledalci: 8.250 Sodnika: O. Hansen Sodnika: M. Vinneborg |

| 8. februar 2009 | Madžarska | 3 - 4 (SO) | Ukrajina | Arena Riga, Riga |

| Poročilo tekme | Poročilo tekme | Poročilo tekme                        | Poročilo tekme | Poročilo tekme                                        |
| -------------- | --- | ------------------------------------- | --- | ----------------------------------------------------- |
| Začetek: 13:00 | J. Vas (B. Ladanyi, A. Horvath) (21:47) G. Ocskay (K. Palkovics) (31:28) (PP) K. Palkovics (A. Horvath, A. Vaszjunyin) (57:25) (PP) | ( 0 - 0, 2 - 0, 1 - 3, 0 - 0, 0 - 1 ) | O. Timčenko (R. Salnikov) (51:39) O. Materukhin (O. Pobiedonoscev) (54:41) V. Šakrajčuk (R. Salnikov, Y. Navarenko) (58:44) (PP) | Gledalci: 1.900 Sodnika: V. Baluska Sodnika: M. Minar |

| 8. februar 2009 | Latvija | 4 - 1 | Italija | Arena Riga, Riga |

| Poročilo tekme | Poročilo tekme | Poročilo tekme         | Poročilo tekme                            | Poročilo tekme                                            |
| -------------- | --- | ---------------------- | ----------------------------------------- | --------------------------------------------------------- |
| Začetek: 17:00 | G. Ankipans (J. Sprukts) (08:48) M. Cipulis (K. Sotnieks, A. Cipruss) (10:01) (PP) M. Karsums (J. Sprukts) (34:25) (SH) L. Darzins (J. Sprukts, G. Ankipans) (42:59) | ( 2 - 0, 1 - 0, 1 - 1) | G. Scandella (C. Borgatello) (40:15) (PP) | Gledalci: 10.000 Sodnika: O. Hansen Sodnika: M. Vinneborg |

#### Skupina G
| Reprezentanca | OT | Z | ZPP | PPP | P | DG | PG | GR | TOČ |
| ------------- | -- | - | --- | --- | - | -- | -- | -- | --- |
| Norveška      | 3  | 3 | 0   | 0   | 0 | 10 | 6  | +4 | 9   |
| Danska        | 3  | 1 | 0   | 1   | 1 | 7  | 9  | -2 | 4   |
| Kazahstan     | 3  | 1 | 0   | 0   | 2 | 11 | 7  | +4 | 3   |
| Francija      | 3  | 0 | 1   | 0   | 2 | 6  | 12 | -6 | 2   |

| 5. februar 2009 | Danska | 1 - 2 (OT) | Francija | Jordal Amfi, Oslo |

| Poročilo tekme | Poročilo tekme                      | Poročilo tekme                | Poročilo tekme                                                        | Poročilo tekme                                       |
| -------------- | ----------------------------------- | ----------------------------- | --------------------------------------------------------------------- | ---------------------------------------------------- |
| Začetek: 15:00 | D. Nielsen (P. Larsen) (08:11) (PP) | ( 1 - 0, 0 - 0, 0 - 1, 0 - 1) | S. Bordeleau (N. Besch) (43:19) B. Amar (P.E. Bellemare) (61:18) (PP) | Gledalci: 325 Sodnika: R. Kadyrov Sodnika: R. Looker |

| 5. februar 2009 | Norveška | 2 - 1 | Kazahstan | Jordal Amfi, Oslo |

| Poročilo tekme | Poročilo tekme                                                                            | Poročilo tekme         | Poročilo tekme             | Poročilo tekme                                         |
| -------------- | ----------------------------------------------------------------------------------------- | ---------------------- | -------------------------- | ------------------------------------------------------ |
| Začetek: 19:00 | P. Thoresen (T. Vikingstad) (26:49) T. Vikingstad (P.Å. Skrøder, A. Myrvold) (33:00) (PP) | ( 0 - 0, 2 - 1, 0 -0 ) | V. Krasnoslobodzev (29:55) | Gledalci: 2.069 Sodnika: S. Persson Sodnika: J.P. Rönn |

| 7. februar 2009 | Danska | 3 - 2 | Kazahstan | Jordal Amfi, Oslo |

| Poročilo tekme | Poročilo tekme | Poročilo tekme          | Poročilo tekme                                                      | Poročilo tekme                                      |
| -------------- | --- | ----------------------- | ------------------------------------------------------------------- | --------------------------------------------------- |
| Začetek: 13:00 | L. Eller (T. Johnsen, M. Green) (05:34) J. Damgaard (L. Degn, K. Degn) (34:54) M. Green (L. Eller, R. Thomassen) (46:36) | ( 1 - 1, 1 - 0, 1 - 1 ) | R. Savčenko (J. Rimarev) (04:58) K. Kassatkin (R. Savčenko) (59:59) | Gledalci: 455 Sodnika: R. Looker Sodnika: J.P. Rönn |

| 7. februar 2009 | Francija | 2 - 3 | Norveška | Jordal Amfi, Oslo |

| Poročilo tekme | Poročilo tekme                            | Poročilo tekme          | Poročilo tekme | Poročilo tekme                                          |
| -------------- | ----------------------------------------- | ----------------------- | --- | ------------------------------------------------------- |
| Začetek: 17:00 | P.E. Bellemare (27:15) O. Coqueux (40:17) | ( 0 - 1, 1 - 2, 1 - 0 ) | T. Vikingstad (P. Thoresen) (17:32) T. Vikingstad (P.Å. Skrøder, P. Thoresen) (35:52) M. Ask (P. Lorentzen) (37:43) (SH) | Gledalci: 2.313 Sodnika: R. Kadyrov Sodnika: S. Persson |

| 8. februar 2009 | Kazahstan | 8 - 2 | Francija | Jordal Amfi, Oslo |

| Poročilo tekme | Poročilo tekme | Poročilo tekme          | Poročilo tekme                                                                       | Poročilo tekme                                        |
| -------------- | --- | ----------------------- | ------------------------------------------------------------------------------------ | ----------------------------------------------------- |
| Začetek: 13:00 | R. Starčenko (V. Antipin) (05:50) R. Savčenko (I. Solarev, V. Krasnoslobodzev) (06:13) A. Ogorodnikov (V. Rifel) (25:27) (26:08) K. Kassatkin (33:40) V. Rifel (A. Ogorodnikov) (48:40) A. Gavrilin (V. Antipin, A. Koreškov) (53:42) (PP) V. Krasnoslobodzev (I. Solarev) (54:10) | ( 2 - 0, 3 - 1, 3 - 1 ) | F. Rozenthal (J. Desrosiers, N. Besch) (37:16) (PP) L. Tardif (D. Raux) (58:53) (SH) | Gledalci: 314 Sodnika: R. Kadyrov Sodnika: S. Persson |

| 8. februar 2009 | Norveška | 5 - 3 | Danska | Jordal Amfi, Oslo |

| Poročilo tekme | Poročilo tekme | Poročilo tekme           | Poročilo tekme                                                        | Poročilo tekme                                        |
| -------------- | --- | ------------------------ | --------------------------------------------------------------------- | ----------------------------------------------------- |
| Začetek: 17:00 | L.E. Spets (M. Hansen (04:09) P. Thoresen (P.Å. Skrøder, M. Trygg) (27:54) (PP) P. Thoresen (T. Vikingstad) (37:26) | ( 1 - 2, 2 - 0 , 2 - 1 ) | M. Bødker (Damgaard) (00:45) N. Hardt (L. Degn, K. Degn) (14:43) (PP) | Gledalci: 3.014 Sodnika: R. Looker Sodnika: J.P. Rönn |